# Haapsalu Horror & Fantasy Film Festival
Het Haapsalu Horror & Fantasy Film Festival (Ests: Haapsalu õudus- ja fantaasiafilmide festival, HÕFF) is een filmfestival dat sinds 2005 jaarlijks plaatsvindt in de Estse stad Haapsalu. Het festival richt zich voornamelijk op specifieke genrefilms zoals horrorfilms en fantasyfilms. Het Internationaal filmfestival van Tallinn is verantwoordelijk voor de organisatie van het festival en het is een aanhangend lid van de European Fantastic Film Festivals Federation.

## Publieksprijs
Sinds 2012 wordt een publieksprijs voor beste film uitgereikt.
De winnaars van deze prijs waren:
| Jaar | Film                          | Regie              | Land             |
| ---- | ----------------------------- | ------------------ | ---------------- |
| 2025 | Fréwaka                       | Aislinn Clarke     | Ierland          |
| 2024 | Mootorsaed laulsid            | Sander Maran       | Estland          |
| 2023 | Sisu                          | Jalmari Helander   | Finland          |
| 2022 | The Sixth Secret              | Mart Sander        | Estland          |
| 2021 | Õiglus 2                      | Toomas Aria        | Estland          |
| 2020 | The Mortuary Collection       | Ryan Spindell      | Verenigde Staten |
| 2019 | Kamera o tomeru na!           | Shinichiro Ueda    | Japan            |
| 2018 | Schneeflöckchen               | Adolfo J. Kolmerer | Duitsland        |
| 2017 | Bad Black                     | Nabwana I.G.G.     | Oeganda          |
| 2016 | À la recherche de l'Ultra-Sex | Nicolas & Bruno    | Frankrijk        |
| 2015 | The Guest                     | Adam Wingard       | Verenigde Staten |
| 2014 | Kraftidioten                  | Hans Petter Moland | Noorwegen        |
| 2013 | Omnívoros                     | Oscar Rojo         | Spanje           |
| 2012 | Iron Sky                      | Timo Vuorensola    | Finland          |

Sinds 2025 is er ook een publieksprijs voor beste kortfilm, de winnaars van deze prijs zijn:
| Jaar | Film            | Regie          | Land    |
| ---- | --------------- | -------------- | ------- |
| 2025 | Augusti karjäär | Johanna Viskar | Estland |

## Méliès d'Argent voor beste korte film
De films die deze prijs winnen, worden later genomineerd voor de Méliès d'Or. Enkel Europese films mogen meedoen in deze categorie.
| Jaar | Film                     | Regie                                | Land      |
| ---- | ------------------------ | ------------------------------------ | --------- |
| 2025 | Adam & Void              | Gonçalo Almeida                      | Portugal  |
| 2024 | Wander to Wonder         | Nina Gantz                           | Nederland |
| 2023 | Shut                     | Niels Bourgonje                      | Nederland |
| 2022 | Eyes on You              | Raoul Kirsima                        | Estland   |
| 2021 | Hospital Dumpster Divers | Anders Elsrud Hultgreen              | Noorwegen |
| 2020 | Downs of the Dead        | Even Husby Grødahl                   | Noorwegen |
| 2019 | Bad Hair                 | Oskar Lehemaa                        | Estland   |
| 2018 | The Dark Room            | Morgane Segaert                      | Frankrijk |
| 2017 | Fucking Bunnies          | Teemu Niukkanen                      | Finland   |
| 2016 | The Black Bear           | Mèryl Fortunat-Rossi en Xavier Seron | Frankrijk |
| 2015 | The Salt of the Earth    | Jonathan Desoindre                   | Frankrijk |
| 2014 | Canis                    | Marc Riba en Anna Solanas            | Spanje    |
| 2013 | The Trap                 | Alberto Lopez                        | België    |

## Andere filmprijzen

### Beste Estse genrefilm
| Jaar | Film               | Regie          | Aantekening |
| ---- | ------------------ | -------------- | ----------- |
| 2024 | Vari               | Jaak Kilmi     | Speelfilm   |
| 2025 | Ara Öle Uhke       | Elis Rumma     | Korte film  |
| 2024 | Mootorsaed laulsid | Sander Maran   | Speelfilm   |
| 2023 | Child Machine      | Rain Rannu     | Speelfilm   |
| 2022 | Talent             | Silver Õun     | Korte film  |
| 2021 | Kratt              | Rasmus Merivoo | Speelfilm   |
| 2020 | Kõhedad muinaslood | Mart Sander    | Speelfilm   |

### Navigator Pirx Award voor beste sciencefictionfilm
De prijs is vernoemd naar de Sovjet-Poolse sciencefictionfilm Test pilota Pirxa uit 1979 gebaseerd op een verhaal uit het boek Terminus van Stanisław Lem.
| Jaar | Film               | Regie                        | Land             | Aantekening |
| ---- | ------------------ | ---------------------------- | ---------------- | ----------- |
| 2025 | Ty - Kosmos        | Pavlo Ostrikov               | Oekraïne         | Speelfilm   |
| 2024 | Escape Attempt     | Alex Topaller en Dan Shapiro | Verenigde Staten | Korte film  |
| 2023 | Last Sentinel      | Tanel Toom                   | Estland          | Speelfilm   |
| 2022 | Loop               | Pablo Polledri               | Spanje           | Korte film  |
| 2021 | The Following Year | Miguel Campana               | Frankrijk        | Korte film  |

### Blunt Axe - publieksprijs voor slechtste horrorfilm
| Jaar | Film                             | Regie                 | Land                |
| ---- | -------------------------------- | --------------------- | ------------------- |
| 2025 | Imaginary                        | Jeff Wadlow           | Verenigde Staten    |
| 2024 | Winnie-the-Pooh: Blood and Honey | Rhys Frake-Waterfield | Verenigd Koninkrijk |

## Carrièreprijzen
| Jaar | Persoon          | Land             | Aantekening                                                                                           |
| ---- | ---------------- | ---------------- | --- |
| 2025 | Pära Trust       | Estland          | Een punkband en onafhankelijke filmstudio actief van 1979 tot 1983                                    |
| 2024 | Peeter Volkonski | Estland          | Filmcomponist en acteur - voor zijn werk voor de film Kuidas kuningas kuu peale kippus uit 1976       |
| 2023 | Eve Kivi         | Estland          | Filmactrice - voor haar rol in de film Sampo uit 1959                                                 |
| 2022 | Gülnar Murumägi  | Estland          | Directeur van het Haapsalu Kultuurikeskus (Haapsalu cultuurcentrum), thuisbasis van het filmfestival. |
| 2020 | Mari Lill        | Estland          | Filmactrice - voor haar rol in het kinderprogramma Väike nõid uit 1975.                               |
| 2019 | Priit Vaher      | Estland          | Production designer o.a. bekend van "Hukkunud Alpinisti" hotell en Test pilota Pirxa                  |
| 2019 | Vladimir Tarasov | Rusland          | Animator bij Sojoezmoeltfilm                                                                          |
| 2018 | Jupiter          | Estland          | Sovjet-Ests televisieprogramma die nieuwe films aankondigde, het programma liep van 1970 tot 1991.    |
| 2016 | Karel Zeman      | Tsjechië         | Filmregisseur, production designer en animator (postuum toegekend)                                    |
| 2015 | Sven Grünberg    | Estland          | Filmcomponist o.a. bekend van "Hukkunud Alpinisti" hotell                                             |
| 2014 | Tobe Hooper      | Verenigde Staten | Filmregisseur o.a. bekend van The Texas Chain Saw Massacre                                            |
| 2013 | Hideo Nakata     | Japan            | Filmregisseur o.a. bekend van Ringu                                                                   |